# Erika Ewel
Erika Florence Ewel Vaca (Santa Cruz de la Sierra, 18 de junio de 1970) es una artista boliviana. En su obra interrelaciona, el dibujo, la pintura, la fotografía y la instalación e intervención del espacio generando una constante a lo largo de décadas de producción. Representó a Bolivia en bienales internacionales de arte, como la IX Bienal de Cuenca, Ecuador; la Bienal del MERCOSUR, en Porto Alegre, Brasil, en su primera, segunda y tercera versión, y la II Bienal de Estandartes, en México. Participó en la exposición "Bolivia más allá del Tiempo", en el Museo de Bellas Artes de Santiago de Chile. ha sido galardonada con premio como el  Salón Municipal "Pedro Domingo Murillo" en 2000, 2004, y 2005, así como con el Gran Premio del Salón Internacional de Arte SIART 2001.

Sobre su obra, Ewel escribe: Me interesa la memoria, la identidad y la historia, sobre todo de las mujeres. De trabajar mirándome el ombligo de pronto me vi interesada por mi entorno y cambió mi obra, es como si mirara más allá.

## Inicios
Ewel nació en la ciudad de Santa Cruz, inició la práctica del arte con el collage, pero posteriormente desarrolló otras técnicas de expresión como el  óleo, el dibujo, el bordado,la instalación, la fotografía, el sonido, el video, así como la combinación de ellas. Comenzó sus estudios de arte a los 13 años en el taller del artista boliviano Roberto Valcárcel. Posteriormente estudió Bellas Artes en la Universidad Federal de Minas Gerais, Brasil y obtuvo una Maestría en pintura en la Academia de San Carlos de México. 

## Trayectoria profesional
Representó a Bolivia en bienales internacionales de arte, como la IX Bienal de Cuenca, Ecuador; la Bienal del MERCOSUR, en Porto Alegre, Brasil, en su primera, segunda y tercera versión, y la II Bienal de Estandartes, en México. Participó en la exposición "Bolivia mas allá del Tiempo", en el Museo de Bellas Artes de Santiago de Chile. 

Es parte del colectivo Mujeres Tijera junto a las artistas Antagónica Furry, Silvia Cuello y Alejandra Dorado. Sobre su obra , específicamente su serie Tallas y medidas dice Valeria Paz:
La imagen de un cuerpo femenino lejos del ideal de belleza promovido en los medios de comunicación masiva suave, pesado, y de dimensiones exageradas, crea una relación cercana con el espectador y su experiencia de cuerpos vulgares y conocidos. En la representación desenfadada del cuerpo, la artista manifiesta también un ejercicio de control sobre la mirada de un cuerpo femenino que se reconoce y exhibe sin remilgos.
Sobre la misma serie dice Ewel: 
(...)me interesaba representar a la mujer tal como era, con cuerpos normales, es decir rollos, estrías, sin la ayuda del photoshop o de la cirugía y además incluía en el cuadro las medidas reales de las mujeres y te aseguro que estaban lejos del famoso 90 - 60 - 90. La intención de esta serie era mostrar cuerpos reales, sin sentirse culpable por comer un chocolate de más.

## Exposiciones
- ArteBa. Galería Kiosco. Buenos Aires, Argentina, 2007[9]
- IX Bienal Internacional de Cuenca, Ecuador, 2007
- Zentral Bibliothek de Zúrich, Suiza, 2008
- Último libro – Proyecto de Luis Camnitzer. Biblioteca Nacional. Buenos Aires, Argentina, 2008
- Proyecto Mapa América del Sur – Proyecto de Ricardo Benaim. Caracas, Venezuela, 2009
- Para Recortar – Galería Kiosko. Santa Cruz. Bolivia, 2010
- Subasta XNOX BAM. Consultores de Arte S.A. Ciudad de Guatemala. Guatemala, 2011
- El Cambio – Centro Cultural del BID y Museo de Arte de las Américas OEA, Washington, USA, 2012
- Sin título, Santa Cruz de la Sierra, 2017[10]
- Escala de grises, 2018[11]
- La línea del hilo, 2018[12]

## Premios y distinciones
- SIART 2001[13]
- Salón Municipal de arte Pedro Domingo Murillo, 2000, 2004 y 2005[14]